# Jonas Budrevičius
Jonas Budrevičius (*  31. August 1945 in Biržai) ist ein litauischer Politiker.

## Leben
Von 1970 bis 1974 studierte er an der Parteihochschule in Vilnius. 1984 absolvierte er das Diplomstudium der Wirtschaft an der Lietuvos žemės ūkio akademija und 1993 das Studium am Kollegium der Sprachen in Kaunas.
Von 1961 bis 1964 war er Remontarbeiter bei der Melioration in Biržai. Von 1964 bis 1967 leistete er den Sowjetarmeedienst. Von 1967 bis 1970 war er Instruktor der Lietuvos komunistų partija in der Rajongemeinde Biržai, von 1974 bis 1981 Abteilungsleiter in der Rajongemeinde Pasvalys, von 1981 bis 1985 zweiter Sekretär in der Rajongemeinde Panevėžys, von 1985 bis 1989 erster  Sekretär in der Rajongemeinde Akmenė. Von 1994 bis 2000 arbeitete er bei UAB „Jorela“ als Direktor. Von 1995 bis 2003 war er Mitglied im Rat Pasvalys.
Von 2000 bis 2004 war er Mitglied im Seimas. 
Ab 1990 war er Mitglied der Lietuvos demokratinė darbo partija und ab 2001 der Lietuvos socialdemokratų partija.